# Зазеркалье (театр)
Де́тский музыка́льный теа́тр «Зазерка́лье» — театр камерных оперных форм в Санкт-Петербурге, основанный в 1987 году Александром Петровым и Павлом Бубельниковым.

## История театра
Имя театра, придуманное в 1987 году его создателями, очевидно, не без влияния парадоксальной философии Льюиса Кэрролла, означает особый художественный взгляд на природу творчества, возникающий из волшебной таинственности самого музыкального искусства. С 1995 года театр располагается в здании на улице Рубинштейна, дом 13, где после Великой Отечественной войны находился театр народного творчества, а в 1980-е работал Ленинградский рок-клуб.
Здание, в котором размещается театр (бывший доходный дом и зал собраний М. Ф. Руадзе, позднее дом А. И. Павловой), является памятником архитектуры и включён в Единый государственный реестр объектов культурного наследия (памятников истории и культуры) народов Российской Федерации в качестве объекта культурного наследия регионального значения.

## Репертуар
Огромное значение театр уделяет приобщению к оперной культуре подрастающего поколения, исполняя миссию семейного театра. Поэтому большинство названий репертуара адресованы как взрослой, так и детской аудитории. Целый ряд специально заказанных театром опер с двойным адресатом написаны современными композиторами И. Кузнецовым, С. Баневичем, О. Петровой, В. Высоцким, И. Цеслюкевич. Ежемесячно театр играет спектакли просветительского детского абонемента «Музыкальные приключения Алисы в Зазеркалье», где в форме шоу со сквозным сюжетом дети постигают азбуку и грамматику оперного искусства.

## Достижения
«Зазеркалье» представляет музыкальное искусство Петербурга на престижных различных фестивалях как в России (Москва, Самара, Псков, Новгород, Оренбург, Костомукша), так и за рубежом (Любек, Бостон, Таллин, Рига, Минск).
В числе призов и премий театра «Зазеркалье» за 10 лет — 6 премий «Лучший спектакль года», премия «Золотой софит» по трём номинациям в 1995 году, национальная премия «Золотая маска» 1997 года.